# Huttendorf
Huttendorf é uma comuna francesa na região administrativa de Grande Leste, no departamento Baixo Reno. Estende-se por uma área de 4,42 km². Em 2010 a comuna tinha 504 habitantes (densidade: 114 hab./km²).